# تيار المردة
تيار المردة، حزب سياسي لبناني يرأسها حاليا الوزير السابق سليمان طوني فرنجيّة الذي قادت عائلته تقليديا التنظيم. يعتبر قضاء زغرتا - الزاوية معقله التقليدي ويشكل الموارنة أغلب أعضائه. انشأت ميليشيا المردة سنة 1968 وكانت بقيادة طوني فرنجية نجل النائب آنذاك ورئيس الجمهورية السابق سليمان فرنجية خاضت الميليشيا عدة معارك ضد ميليشيات الحركة الوطنية اللبنانية والفلسطينيين قرب طرابلس وفي بيروت في بداية الحرب الأهلية اللبنانية. كانت جزء من الجبهة اللبنانية حتى انفصالها عنها سنة 1978. أدت خلافاتها معها إلى هجوم ميليشيا الكتائب اللبنانية الذراع العسكري للجبهة على معقلها في أهدن مما أدى إلى مقتل الوزير طوني فرنجية مع زوجته وطفلته وعدد من أنصاره. لعبت بعد ذلك دورا أقل تأثيرا في الحرب. بعد اتفاق الطائف سلمت أسلحتها، وشغل سليمان طوني فرنجية المترأس للتيار منذ 1990 عدة مناصب وزارية. لم يحصل التيار على أي مقعد في الانتخابات النيابية التي أجريت بعد اغتيال رفيق الحريري في يوليو 2005. وفي الانتخابات النيابية 2009 حصد المقاعد النيابية الثلاث في قضاء زغرتا - الزاوية و يعد من حلفاء حزب الله وحلـيف سوريا وحاليا بعد الانتخابات النيابية سنة 2018 بات يملك تكتل نيابي من 7 نواب 3 منهم حزبيين 2 نواب عن قضاء زغرتا - الزاوية ونائب عن قضاء الكورة وهو ممثل بحقيبة الاشغال العامة والنقل في الحكومة اللبنانية.

## للاستزادة
- أسلحة الحرب الأهلية اللبنانية
- ميليشيا الشباب (لبنان)
- حركة الشباب اللبنانية

## وصلات خارجية
- الموقع الرسمي